# Łomy (Cieszyn)
Łomy (niem. Lomy) – niestandaryzowany przysiółek wsi Cieszyn w Polsce, położony w województwie wielkopolskim, w powiecie ostrowskim, w gminie Sośnie. Dawniej wieś. Leży na wschód od centrum Cieszyna.
Śląska wieś i gmina jednostkowa, włączona w 1920 roku do Polski, do powiatu odolanowskiego.
W latach 1975–1998 miejscowość administracyjnie należała do województwa kaliskiego.